# Primeiro Amor - O Melhor de Carlinhos Felix
Primeiro Amor - O Melhor de Carlinhos Felix é uma coletânea musical do cantor brasileiro Carlinhos Felix, lançada em setembro de 2011 pela gravadora Som Livre. A obra reúne música da carreira solo do cantor, escritas pelo próprio artista ou por outros músicos como Pedro Braconnot, Jorge Guedes e Aurélio Rocha. Também inclui uma regravação inédita de "Primeiro Amor" Além de lançado em CD foi distribuído em formato digital em portais de música como o iTunes.

## Produção
O álbum reuniu, em maior parte, músicas dos álbuns Obediência (2008) e Pensando em Você (2003), além das regravações de "Primeiro Amor" e "Verdadeiro Amor". O cantor também trouxe "Nas Telas do Brasil", gravada para o álbum Atitude e Solidariedade (1993), da Vinde.

## Lançamento e recepção
| Críticas profissionais | Críticas profissionais |
| Avaliações da crítica  | Avaliações da crítica  |
| Fonte                  | Avaliação              |
| ---------------------- | ---------------------- |
| O Propagador           | [ 3 ]                  |

Primeiro Amor - O Melhor de Carlinhos Felix foi lançado em setembro de 2011 pela gravadora Som Livre.  O guia discográfico do O Propagador atribuiu uma cotação de 2,5 estrelas de 5 para o álbum, afirmando que "o disco contém algumas versões a destacar, como a performance, totalmente guiada pelo piano e sintetizadores de 'Primeiro Amor', mas, no geral, muitas das roupagens não se justificam".

## Faixas
A seguir lista-se as faixas, compositores e durações de cada canção de Primeiro Amor - O Melhor de Carlinhos Felix, segundo o encarte do disco.
| N.º            | Título                  | Compositor(es)                 | Álbum original                                            | Duração |  |
| 1.             | "Primeiro Amor"         | Aurélio Rocha                  | Gravação inédita, versão original em Basta Querer (1993)  | 5:03    |  |
| 2.             | "Se Eu Obedecer"        | Carlinhos Felix e Marcos Paulo | Obediência (2008)                                         | 5:05    |  |
| 3.             | "Lembra-Te de Mim"      | Adson Sodré                    | Obediência (2008)                                         | 4:05    |  |
| 4.             | "Fonte de Amor"         | Marcos Fabrício e Val Martins  | Obediência (2008)                                         | 4:19    |  |
| 5.             | "Pensando em Você"      | Carlinhos Felix                | Pensando em Você (2003)                                   | 3:50    |  |
| 6.             | "No Meu Interior"       | Jorge Guedes                   | Obediência (2008)                                         | 4:27    |  |
| 7.             | "Verdadeiro Amor"       | Jorge Guedes                   | Gravação inédita, versão original em Nada a Perder (1995) | 4:29    |  |
| 8.             | "Nas Telas do Brasil"   | Carlinhos Felix                | Atitude e Solidariedade (1993)                            | 3:45    |  |
| 9.             | "Velhos, Vidas e Verde" | Carlinhos Felix                | Coisas da Vida (1991)                                     | 3:50    |  |
| 10.            | "Te Dou Honra e Glória" | Dito Rodrigues                 | Pensando em Você (2003)                                   | 3:18    |  |
| 11.            | "Vá em Frente"          | Carlinhos Felix                | Pensando em Você (2003)                                   | 3:10    |  |
| 12.            | "Palácios"              | Pedro Braconnot                | Pensando em Você (2003)                                   | 5:33    |  |
| Duração total: | Duração total:          | Duração total:                 | Duração total:                                            | 50:56   |  |